# Danisco

Logo de Danisco.

Danisco est une société danoise axée sur la biotechnologie active dans la production d'aliments, d'enzymes et d'autres produits bio, aussi bien que dans la production d'une grande variété d'excipients de qualité pharmaceutique. En 2011, l'entreprise est rachetée par DuPont.

## Histoire

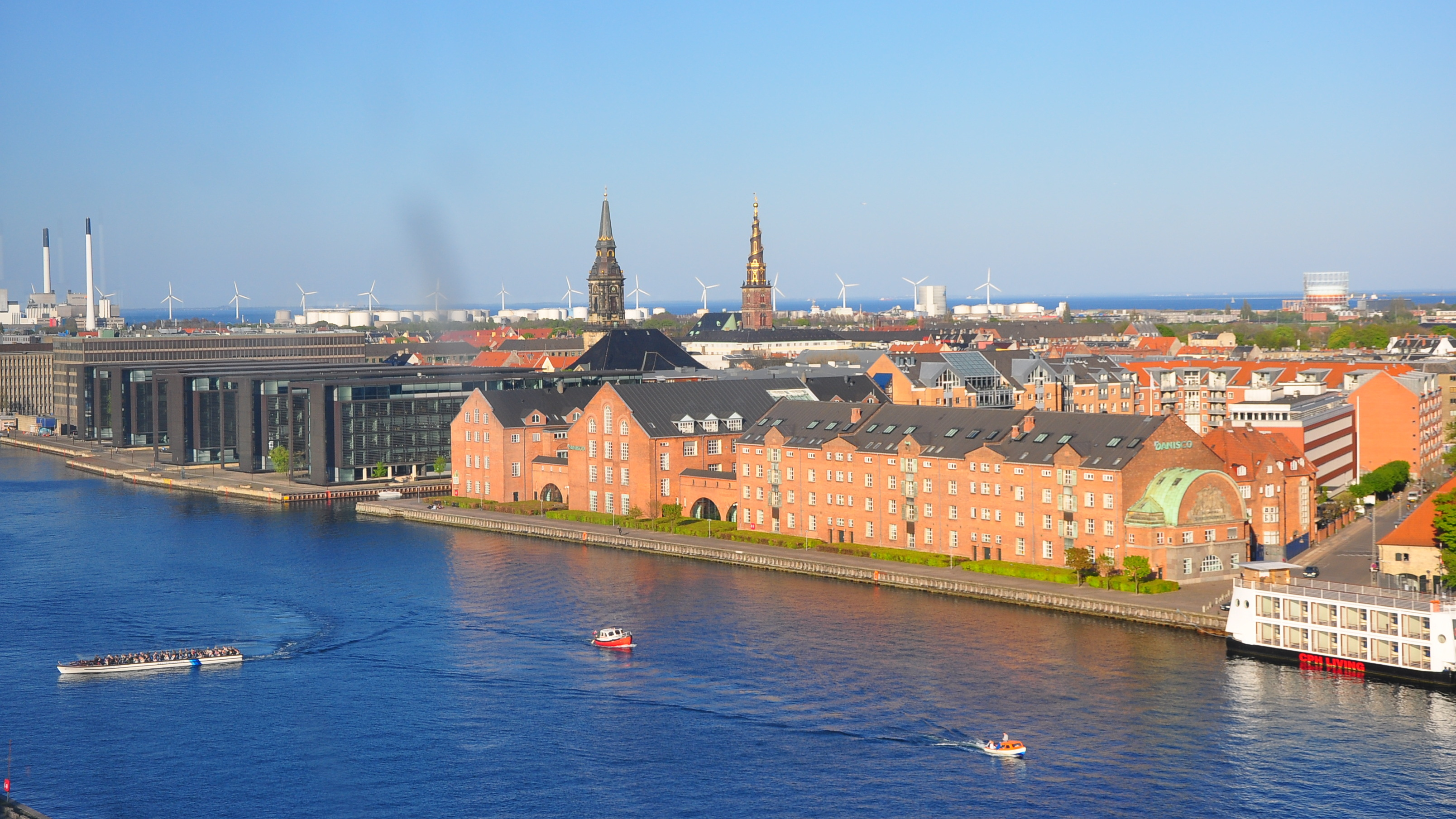
Le siège de Danisco à Copenhague.

La société est fondée en 1989 à partir de la plus importante fusion industrielle jamais réalisée au Danemark, entre deux compagnies de Carl Frederik Tietgen, De Danske Sukkerfabrikker (da) (fondée en 1872) et Dansk Handels- og Industri Company (Danisco A/S).